# Rothaeina
Genre
Rothaeina est un genre d'araignées aranéomorphes de la famille des Cybaeidae.

## Distribution
Les espèces de ce genre sont endémiques des États-Unis. Elles se rencontrent en Californie et en Oregon.

## Liste des espèces
Selon World Spider Catalog (version 24.5, 24/08/2023) :
- Rothaeina beaudini Bennett, 2023
- Rothaeina jamesi Bennett, 2023
- Rothaeina mackinleyi Bennett, 2023
- Rothaeina petersoni Bennett, 2023
- Rothaeina sequoia (Roth, 1952)

## Systématique et taxinomie
Ce genre a été décrit par Bennett en 2023 dans les Cybaeidae.

## Étymologie
Ce genre est nommé en l'honneur de Vincent Daniel Roth .

## Publication originale
- Bennett, Copley & Copley, 2023 : « Revision of the western Nearctic spider genus Cybaeina including the description of Neocybaeina gen. nov. and Rothaeina gen. nov. (Araneae: Cybaeidae: Cybaeinae). » Zootaxa, no 5318(1), p. 97-120.